# Zolotnîțke, Peatîhatkî
Zolotnîțke (în ucraineană Золотницьке) este un sat în comuna Troiițke din raionul Peatîhatkî, regiunea Dnipropetrovsk, Ucraina.

## Demografie
Componența lingvistică a localității Zolotnîțke
     Ucraineană (100%)
Conform recensământului din 2001, toată populația localității Zolotnîțke era vorbitoare de ucraineană (100%).